# Griekse mythologie
Griekse mythologie is het geheel van Oud-Griekse mythen en sagen. Dit zijn verhalen over goden, halfgoden en het contact tussen goden en mensen. 
De Griekse mythologie gaf de oude Grieken verklaringen voor het ontstaan van de wereld, de hemellichamen, de mensen, de goden, het kwaad, ziekten, natuurverschijnselen en de oerelementen aarde, water, vuur en lucht. Ze vormde de basis van de religie van de oude Grieken. Van hen is bekend dat zij pogingen hebben ondernomen om de bekende mythen uit de eigen cultuur en omgeving te systematiseren en in een nieuw jasje te steken, waarbij veel gebruikgemaakt werd van etiologie en eponymie. Daarbij werden stambomen van bekende goden en mythische wezens opgesteld. Oudere godheden, soms uit andere culturen zoals Anatolië, het oude Mesopotamië en Egypte, werden er in opgenomen en ingepast en er werden nieuwe mythen gecreëerd om dergelijke inpassingen te verklaren. Ook oude bijna vergeten historische gebeurtenissen werden tot mythe verheven (zoals die van de Amazonen) of werden in mythevorm overgeleverd. Daardoor kreeg de mythologie in het algemeen een vernieuwde verschijningsvorm en werd zij zeer uitgebreid en erg complex.

## Polytheïsme
De Grieken geloofden dat er veel verschillende goden en andere mythische wezens bestonden, waarvan de meeste halfgoden waren. Zij waren dus polytheïstisch (poly = veel en theos = god) en vereerden een pantheon aan goden en godinnen. Dit polytheïsme heeft onder andere als oorzaak dat veel plaatselijke culten werden verenigd tot één pan-Helleense godsdienst, zoals dat ook het geval was met de Egyptische mythologie. De godenverhalen werden mondeling overgeleverd, wat waarschijnlijk de reden is dat er hier en daar plaatselijke varianten en tegenstrijdige feiten opduiken. 
In de Griekse wereld werden offers gebracht om de goden gunstig te stemmen of ze te bedanken. Dat gebeurde veelal op een altaar. Zo'n altaar stond in een temenos, een heilig domein, waarin soms ook een tempel stond. Een offer was vaak een landbouwproduct; een bloedgave was meestal een (gezond) dier. In mythen wordt wel verteld over mensenoffers, zoals het verhaal waarin Agamemnon zijn dochter Iphiginea offert om van Artemis een gunstige wind te krijgen om naar Troje te kunnen varen.
De Griekse goden beschikten over buitengewone krachten, maar konden menselijke gestalten aannemen en vertoonden menselijk gedrag en gebreken. Er werden vaak machtsspelletjes gespeeld, en emoties als wellust, woede, vrolijkheid en jaloezie waren hen niet vreemd.

## Vieringen
Belangrijke gebeurtenissen, zoals landbouwfeesten, werden gevierd met rituele spelen, het zingen van liederen en met speciale optochten, waarbij vaak maskers van goden werden gedragen. Dit geldt vooral voor de cultus van Dionysus, de god van de wijn, de bedwelming en een beetje van de landbouw. Uit deze gemaskerde optochten zijn later de Griekse tragedies en komedies voortgekomen. Wanneer belangrijke beslissingen moesten worden genomen vroeg men vaak om raad. Men trok naar het orakel van Delphi om een raadgevende uitspraak van de goden te vragen.
Een dergelijk orakel kon, deels door zich in vage uitspraken te hullen en deels door grote politieke kennis verrassend goede voorspellingen doen.

## Uitdrukkingen
Veel begrippen en uitdrukkingen uit het hedendaags taalgebruik zijn aan de Griekse mythologie ontleend. Voorbeelden hiervan zijn een tantaluskwelling, de doos van Pandora, een sisyfusarbeid, de achilleshiel, een oedipuscomplex, een elektracomplex, een augiasstal, een achillespees, een odyssee, een muze en een orakel(spreuk). Ook dragen heel wat planeten, sterren en andere hemellichamen namen uit de Griekse mythologie.

## Verhalen
Een aantal van de verhalen, zoals die over een alles verzwelgende vloed, vindt men terug in andere mythologische- en geloofssystemen. Zowel in de Tenach/Oude Testament als door Plato wordt verteld over een 'zondvloed'. Ook zeer vroege mythen uit de Mesopotamische mythologie maken melding van dergelijk voorval. Een mogelijke verklaring is dat een dergelijke gebeurtenis inderdaad heeft plaatsgevonden en door mondelinge overlevering verschillende vormen heeft gekregen. Zie ook Griekse zondvloedverhalen en ontstaan van de mensheid in de Griekse mythologie.
De eerst bekende opgetekende Griekse verhalen over het ontstaan van hemel en aarde komen voor in de 8e eeuw v.Chr. en zijn geschreven door Hesiodos. De Griekse mythen en sagen zijn verzameld en doorgegeven door Homerus, die leefde in de 8e of 9e eeuw v.Chr. Zijn bekendste werken zijn de Ilias en de Odyssee. Deze zijn gebaseerd op het verhaal van de Trojaanse Oorlog. De Griekse mythen domineren vrijwel alle literatuur uit de oudheid. Ook nu nog zien we in veel klassieke muziekwerken vanaf de Middeleeuwen, in toneelstukken, beeldende kunst en literaire werken elementen uit de Griekse mythologie terug.
Er zijn ook moderne verhalen over de Griekse mythologie. Het is nu na duizenden jaren nog steeds een populair thema.

## Het ontstaan van de wereld in de Griekse mythologie
Het beroemdste verhaal over het ontstaan van de wereld was de Theogonia van Hesiodos.
Daarin spelen een rol: Gaia, Tartaros, Eros, Pontus, Ouranos, de Titanen (waaronder Okeanos, Prometheus, Iapetus, Kronos, Hyperion, Tethys, Themis, Rhea en Theia), de Cyclopen, de Giganten, de Erinyen, Hera, Hestia, Demeter, Hades, Poseidon, Zeus, de Olympus, Aphrodite, Artemis, Pallas Athene, Apollo, Hephaestus, Typhon, de Moiren en Herakles.

## Mythen en sagen uit de Griekse mythologie

### De grote sagen
- De sage van Heracles, waaronder de verhalen over de Giganten, Eurystheus, de Hydra, de Centauren, de Augiasstal, de gordel van de koningin der Amazonen, de runderen van Geryones, de appel der Hesperiden, Kerberos (de bewaker van de onderwereld) en de Centaur Nessus.
- De Argonauten, waaronder de verhalen over Jason en het Gulden Vlies.
- Theseus, met verhalen over de reizen naar Athene en Kreta, de strijd der Lapithen en Centauren en Phaedra.
- Oedipus en de Labdaciden, waaronder verhalen over het Orakel van Delphi, de stad Colonus, de wraaktocht van Polynices, Antigone in Thebe, Antigone en Creon.
- De Trojaanse Oorlog, waaronder verhalen over Troje, de wrok van Achilles, de wraak van Apollo, de strijd om Helena, en Andromache, Patroklos, Hector, Priamos, Penthesilea, Aiax, Menelaos, het paard van Troje, Laocoön en Sinon.
- Het noodlot van de Tantaliden, waaronder verhalen over Atreus, Agamemnon, Orestes, de Erinyen, de Areopagus en Iphigenia in Tauris.
- De zwerftochten van Odysseus, waaronder verhalen over Ithaka, Telemachos, de schipbreuk, Nausikaä, de Faiaken, de Lotofagen, de Cyclopen, Polyphemus, Aeolus, de Laistrygonen, het schimmenrijk, de Sirenen, Scylla en Charybdis, Helios, Eumaeüs, Penelope, Circe, Laërtes en Hermes.